# Bounceback
Bounceback (バウンスバック Baunsubakku?) es un dúo de Japón que se dedica a la composición, arreglo y escritura de canciones de J-Pop. Trabajan casi exclusivamente para el sello Avex Trax.

## Integrantes
- Tomoki Kawade (河出 智希 Kawade Tomoki?) (6 de enero de 1966, Gifu) - composiciones.
- Emiko Takeuchi (竹内 栄美子 Takeuchi Emiko?) (21 de febrero de 1971, Tokio) - escritura canciones. Emiko originalmente estaba estudiando sociedades, pero más tarde decidió dedicarse a la música.

## Trabajos
Bounceback ha trabajado con algunos de los siguientes artistas:
- Ayumi Hamasaki
- BoA
- Dream
- Hiro
- Hitomi Shimatani
- Nami Tamaki
- Ruppina
- SweetS
- Ultra Cats

- Datos: Q8251284